# Мортидо
Мортидо е термин, използван в психоанализата. За първи път е представен от Пол Федерн (1870-1950), един от учениците на Зигмунд Фройд, свързва се с енергията на връщането, дезинтеграцията и съпротивата срещу живота и растежа. Ерик Бърн, който е бил ученик на Федерн е сред тези, които изследват някои форми на това желание. „Мортидо“ още се свързва и с желанието да се унищожи живота, себе си и другите. В този контекст много хора бъркат мортидото с деструдо или с инстинкта за смърт.
Според психоаналитичната теория, в основата на човешката личност лежат два фундаментални инстинкта: един творчески (либидо) и един разрушителен (мортидо). Его-либидото е преживявано като приятно познато, докато его-мортидото е преживявано като болка и страшна неизвестност.